# Okreti
Okreti is een plaats in de gemeente Kanfanar in de Kroatische provincie Istrië. De plaats telt 38 inwoners (2001).